# 2015 CONCERT TOUR 『KIS-MY-WORLD』
『2015 CONCERT TOUR 『KIS-MY-WORLD』』（2015コンサート ツアー 「キスマイワールド」）は、Kis-My-Ft2の9枚目のDVDで2016年1月20日にavex traxから発売。

## 概要
2015年8月から10月まで行われた4大ドームツアー「Kis-My-Ft2 2015 CONCERT TOUR KIS-MY-WORLD」から、9月20日開催の東京ドーム公演を収録（Blu-ray盤特典映像として、ツアー最終公演となる10月29日開催のナゴヤドーム公演も一部収録）。
通常盤特典映像として、同年1月に横浜アリーナで開催されたイベント「新春Kis-My-福袋 〜今年もよろしくThank youじゃん！〜」のスペシャル映像が収録されている。
初回生産限定盤、通常盤、Blu-ray盤の3種類で発売。
今作収録の「if」「ETERNAL MIND」及び通常盤収録の「Winter Lover」「Good night」は、後に2ndベストアルバム「BEST of Kis-My-Ft2」通常盤特典映像「ファン投票 BEST of LIVE SETLIST」にも収録。

## 収録内容

### 本編映像
※Blu-rayではDisc 1にまとめて収録。
- 通常盤のみ副音声「メンバー副音声 〜LIVEトーク&鑑賞会〜」を収録。

#### Disc 1
1. "4th" Overture
2. Brand New World
3. Kiss魂
4. Everybody Go
5. 運命Girl
6. FOLLOW
7. Luv Sick
8. Another Future
9. if
10. 君にあえるから
11. BE LOVE - 宮田俊哉・玉森裕太
12. わんダフォー - 横尾渉・藤ヶ谷太輔
13. Shake Body!!
14. SHE! HER! HER!
15. キ・ス・ウ・マ・イ 〜KISS YOUR MIND〜
16. LUCKY SEVEN!!
17. Summer Lover
18. 棚からぼたもち - 舞祭組
19. てぃーてぃーてぃーてれって てれてぃてぃてぃ 〜だれのケツ〜 - 舞祭組
20. アゲてくぜ!
21. 大喜利コーナー
22. ドキドキでYEEEAAAHHH!!
23. Kis-My-Venus
24. Halley
25. WANNA BEEEE!!!
26. Double Up - 二階堂高嗣・千賀健永
27. 証 - 北山宏光・藤ヶ谷太輔
28. FIRE!!! - 北山宏光・藤ヶ谷太輔
29. Hair
30. FIRE BEAT
31. ETERNAL MIND
32. サクラヒラリ
33. KISS & PEACE

#### Disc 2
ENCORE
1. やっちゃった!! - 舞祭組
2. Thank youじゃん!

W/ENCORE
1. メドレー
  1. 光のシグナル
  2. アイノビート
  3. Shake It Up
  4. キミとのキセキ
2. Kis-My-Calling!

Triple/ENCORE
1. Good-bye, Thank you

【epilogue】〜Kiss & Peace forever...〜

### 特典映像

#### 初回生産限定盤

##### Disc 3
1. 4大ドームツアー完全密着ドキュメント ～7人の軌跡～
  1. 映像メイキング編
  2. リハーサル編
  3. 衣装合わせ編
  4. ゲネプロ編
  5. 大阪ドーム編
  6. 福岡ドーム編
  7. 東京ドーム編
  8. ナゴヤドーム編

##### Disc 4
1. ユニット4組ドキュメンタリー ～ステージ裏 もう一つの物語～
  1. 横尾&藤ヶ谷編
  2. 宮田&玉森編
  3. 二階堂&千賀編
  4. 北山&藤ヶ谷編
2. ツアー中に敢行！メンバー考案の新感覚ソロ企画 ～SEVEN WORLD～
  1. ＜KI-WORLD＞ ～北山バースデー記念ロングインタビュー～
  2. ＜S-WORLD＞ ～千賀のご当地エクササイズ～
  3. ＜M-WORLD＞ ～宮田の"宮大陸"～
  4. ＜Y-WORLD＞ ～横尾の"Yoko-Cafe"オープン～
  5. ＜F-WORLD＞ ～藤ヶ谷、北山に○○を買う～
  6. ＜T-WORLD＞ ～玉森裕太のふわゆる散歩～
  7. ＜2-WORLD＞ ～にかちゃんのプチドッキリコーナー～

#### 通常盤
Disc 2『「新春Kis-My-福袋 〜今年もよろしくThank youじゃん!〜」スペシャル映像』
1. アイノビート -Dance ver.-
2. テンション
3. We never give up!
4. Seven Journey
5. Perfect World
6. ダイスキデス
7. Winter Lover
8. SNOW DOMEの約束
9. Black & White
10. Tell me why
11. Good night

#### Blu-ray

##### Disc 2「マルチアングルLIVE映像」
1. FOLLOW
2. if
3. Shake Body!!（高速ダンス）〜 SHE! HER! HER!
4. Hair
5. ETERNAL MIND
6. BE LOVE - 宮田俊哉・玉森裕太
7. わんダフォー - 横尾渉・藤ヶ谷太輔
8. Double Up - 二階堂高嗣・千賀健永
9. 証 〜 FIRE!!! - 北山宏光・藤ヶ谷太輔

##### Disc 3
1. 全公演MCコーナー+α集
  1. 大阪ドーム編
  2. 福岡ドーム編
  3. 東京ドーム編
  4. ナゴヤドーム編
  5. 9.17東京ドームサプライズ編
2. 全公演大喜利コーナー+α集
  1. 大阪ドーム編
  2. 福岡ドーム編
  3. 東京ドーム編
  4. ナゴヤドーム編
  5. キスマイフェアリー映像全集
3. ツアーファイナルスペシャル映像（10.29ナゴヤドーム）
  1. LUCKY SEVEN!!
  2. AAO
  3. 最後もやっぱり君
  4. メドレー -halloween ver.-
    1. 光のシグナル
    2. アイノビート
    3. Shake It Up
    4. キミとのキセキ

  5. Kis-My-Calling! -halloween ver.-
  6. Smile

## コンサートツアー
「2015 CONCERT TOUR KIS-MY-WORLD」は、4thアルバム「KIS-MY-WORLD」を引っさげて2015年8月29日から10月29日にかけて行われた、4大ドームツアー。発表当初は9公演であったが、ナゴヤドーム公演が追加された。

### 日程・会場
| タイトル                       | 年     | 公演日   | 公演時間 | 会場                |
| ------------------------------ | ------ | -------- | -------- | ------------------- |
| 2015 CONCERT TOUR KIS-MY-WORLD | 2015年 | 08月29日 | 18:00    | 京セラドーム大阪    |
| 2015 CONCERT TOUR KIS-MY-WORLD | 2015年 | 08月30日 | 17:00    | 京セラドーム大阪    |
| 2015 CONCERT TOUR KIS-MY-WORLD | 2015年 | 08月31日 | 17:00    | 京セラドーム大阪    |
| 2015 CONCERT TOUR KIS-MY-WORLD | 2015年 | 09月12日 | 17:00    | 福岡ヤフオク!ドーム |
| 2015 CONCERT TOUR KIS-MY-WORLD | 2015年 | 09月13日 | 17:00    | 福岡ヤフオク!ドーム |
| 2015 CONCERT TOUR KIS-MY-WORLD | 2015年 | 09月17日 | 18:00    | 東京ドーム          |
| 2015 CONCERT TOUR KIS-MY-WORLD | 2015年 | 09月18日 | 18:00    | 東京ドーム          |
| 2015 CONCERT TOUR KIS-MY-WORLD | 2015年 | 09月19日 | 17:00    | 東京ドーム          |
| 2015 CONCERT TOUR KIS-MY-WORLD | 2015年 | 09月20日 | 17:00    | 東京ドーム          |
| 2015 CONCERT TOUR KIS-MY-WORLD | 2015年 | 10月28日 | 18:00    | ナゴヤドーム        |
| 2015 CONCERT TOUR KIS-MY-WORLD | 2015年 | 10月29日 | 18:00    | ナゴヤドーム        |